# مقاطعة جيفرسون (ويسكونسن)
مقاطعة جيفرسون (بالإنجليزية: Jefferson County, Wisconsin)‏ هي إحدى مقاطعات ولاية ويسكونسن في الولايات المتحدة. تأسست سنة 1836، وتبلغ مساحتها 583 ميل مربع (1,510 كـم2)، بلغ عدد سكانها 83686 نسمة في عام 2010 حسب إحصاء مكتب تعداد الولايات المتحدة .

## وصلات خارجية
- الموقع الرسمي
- United States Counties